# Binchōzumi

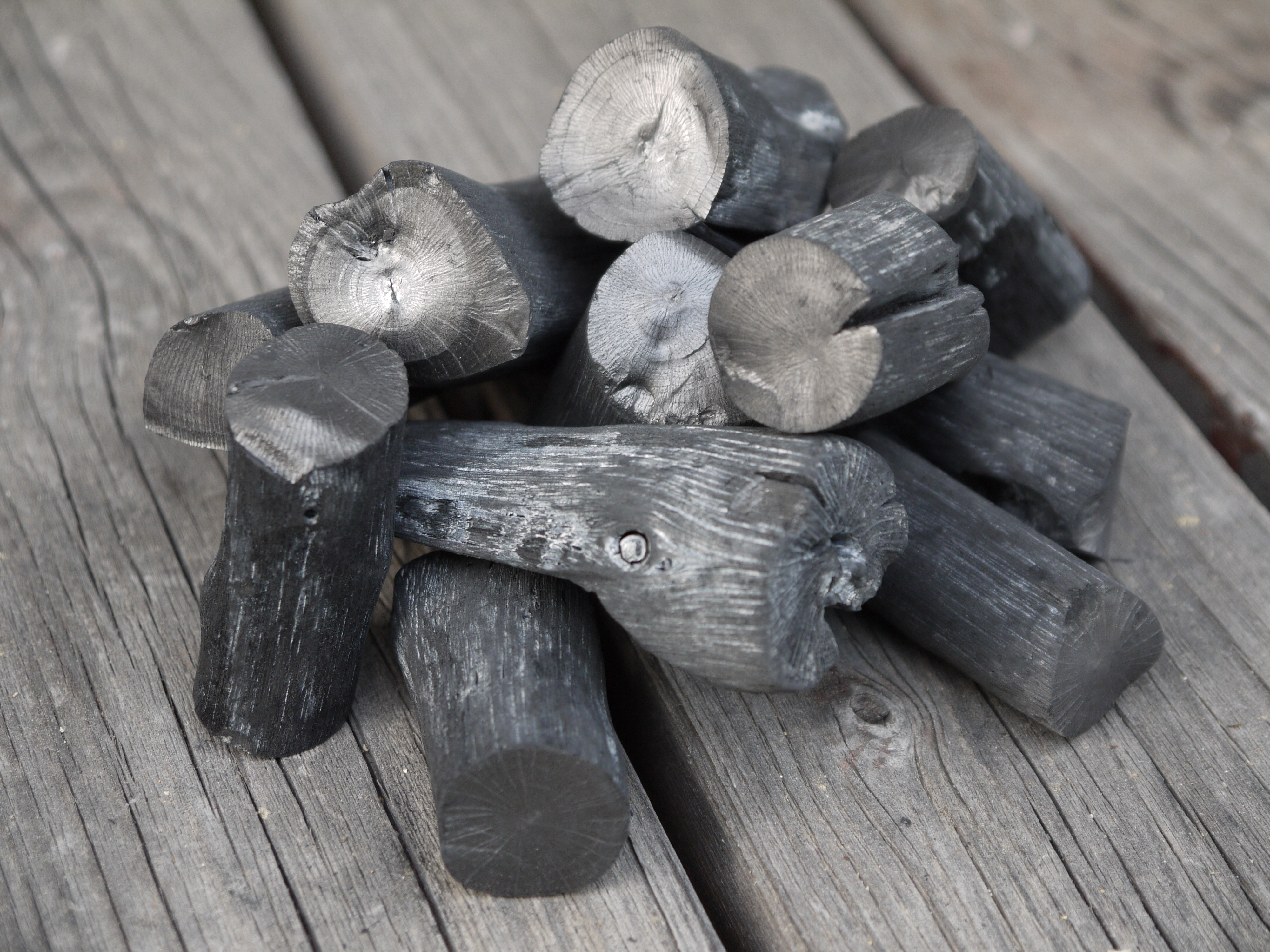
Binchōtan aus der japanischen Eiche

Binchōzumi oder Binchōtan (japanisch 備長炭 oder auch als Weiße Holzkohle bezeichnet), kurz auch Binchō, ist eine Holzkohlenart, welche aus der asiatischen Steinlindeneiche Quercus phillyraeoides gewonnen wird. Breite Verwendung findet die spezielle Holzkohle für verschiedene Zubereitungsarten der japanischen Küche, etwa zum Befeuern von Grillöfen wie dem Shichirin.

## Geschichte
In der Edo-Zeit wurde Ende des 17. Jahrhunderts erstmals Binchōtan durch den Handwerker Bichū-ya Chōzaemon (備中屋 長左衛門) aus der Stadt Tanabe hergestellt. Dabei wurde das Holz der Steinlindeneiche, die in Japan als Ubame-Eiche (Ubame-Gashi oder Imame-Gashi) bekannt ist, als Grundstoff verwendet. Heute wird durch die Präfektur Wakayama hochqualitative Holzkohle in großen Mengen produziert, das meiste davon stammt aus der Stadt Minabe, die mehr Binchōtan als jede andere japanische Stadt herstellt.
Binchōtan wird, da der Name nicht markenrechtlich geschützt ist, auch für Produkte aus weißer Holzkohle verwendet, die außerhalb von Japan hergestellt werden, beispielsweise etwa in Vietnam. Um sich gegen augenscheinlich minderwertige Produkte aus dem Ausland zu differenzieren, wird die in der Präfektur Wakayama produzierte weiße Holzkohle oft Kishū binchō-tan genannt (Kishū steht für den alten Namen von Wakayama). Da der Rohstoff Eichenholz seltener wird und zudem der Beruf des Binchōtan-Köhlers langsam ausstirbt, wird das traditionelle Binchōtan in den nächsten Jahren teurer und schlechter verfügbar werden.

## Herstellung und Verwendung

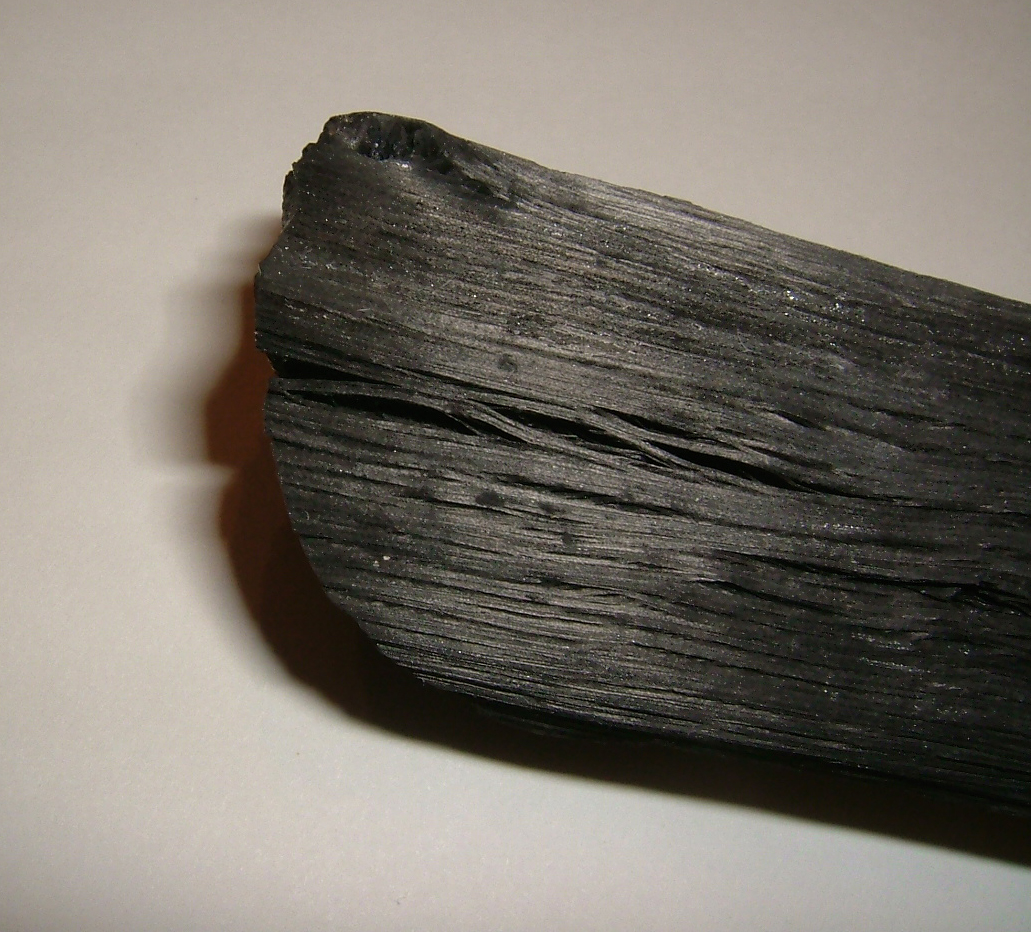
Detailansicht eines Binchōtan-Stückes

Binchōtan ist eine Holzkohle aus Hartholz und wird bevorzugt als Grillkohle eingesetzt. Sie ist härter als normale Holzkohle und klingt beim Abklopfen leicht metallisch. Die Herstellung wird bei einer sehr hohen Temperatur von etwa 1000 °C unter Verkohlung von Holzstücken durchgeführt. Dadurch entsteht ein hochwertiger Brennstoff, der im Vergleich zu herkömmlicher Holzkohle zwar bei niedrigerer Temperatur verbrennt, dafür aber für eine längere Zeit Wärme abgibt, was für die Verwendung in Holzkohlegrills wie dem Shichirin wünschenswert ist. Die Verbrennung erfolgt ohne nennenswerte Geruchsentwicklung und es wird häufig bei Zubereitungsarten wie Yakiniku eingesetzt, wo dadurch das Grillgut wie beispielsweise Aal oder Huhn keinen ausgeprägten verbrannten Geschmack annimmt.
Abgesehen von der Nutzung als Brennstoff kann die Kohle als Adsorptionsmittel für Chemikalien eingesetzt werden. Ähnlich der Aktivkohle werden in den kleinen Poren Substanzen aufgefangen, beispielsweise kann damit Chlor aus Leitungswasser beim Kochen entfernt werden oder Gerüche aus Zimmern und Kleiderkästen gezogen werden. Es existieren Textilien, die Binchōtan als Geruchsfänger verwenden, ebenfalls wird die Kohle in Kosmetika genutzt. Man kann aus den Kohlestücken auch Windspiele oder Musikinstrumente (das sogenannte tankin) herstellen.

## Video
- 紀州備長炭 — Herstellung von Kishū Binchōtan in der Präfektur Wakayama
- 炭琴 — ein Tankin („Holzkohle-Xylophon“)